# نادي إيفري لكرة اليد
نادي آيفري لكرة اليد هو نادي كرة يد في فرنسا تأسس في سنة 1977. يلعب في الدوري الفرنسي لكرة اليد حيث فاز به 8 مرات.

## الإنجازات
- الدوري الفرنسي لكرة اليد:
  - البطل: 1962–63, 1963–64, 1965–66, 1969–70, 1970–71, 1982–83, 1996–97, 2006–07.
  - الوصافة : 1981–82, 1992–93.